# Pietro Mengoli
Pietro Mengoli (* 1626 in Bologna; † 7. Juni 1686 ebenda) war ein italienischer Mathematiker und Geistlicher. Er studierte an der Universität Bologna bei Bonaventura Cavalieri, wurde 1647 dessen Nachfolger und lehrte bis zu seinem Lebensende als Professor.
An der Universität von Bologna war er in den Jahren 1648 und 1649 Professor für Arithmetik, dann von 1649 bis 1668 für Mechanik und schließlich allgemein für Mathematik bis zu seinem Lebensende. Zusätzlich zu seinen mathematischen Studien erwarb Mengoli 1650 einen Doktor der Philosophie und drei Jahre darauf einen Doktor der Rechte. Die Rezeption seiner Arbeiten wurde durch seine eigenwillige Verwendung des Lateinischen erschwert.

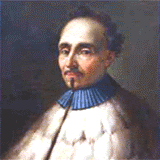
Pietro Mengoli

Im Jahre 1644 formulierte Mengoli als erster das Basler Problem, das 1735 von Leonhard Euler gelöst wurde.
Mengoli bewies in einem Aufsatz aus dem Jahre 1650, dass die alternierende harmonische Reihe den Grenzwert {\displaystyle \ln(2)} hat.
Zudem bewies er, dass die harmonische Reihe divergiert, und formulierte einen Beweis für die Korrektheit des Wallisschen Produktes zur Berechnung von der Kreiszahl {\displaystyle \pi }.
Im Jahre 1659 veröffentlichte Mengoli die Schrift Geometriae speciosae elementa, die mit eine Anregung für das 1684 von Gottfried Wilhelm Leibniz veröffentlichte Acta Eruditorum war.
Einer der ersten Mathematikhistoriker, die Mengolis Rolle in der Geschichte der Analysis neu evaluierten, war Giovanni Vacca.

## Im Netz zugängliche Publikationen

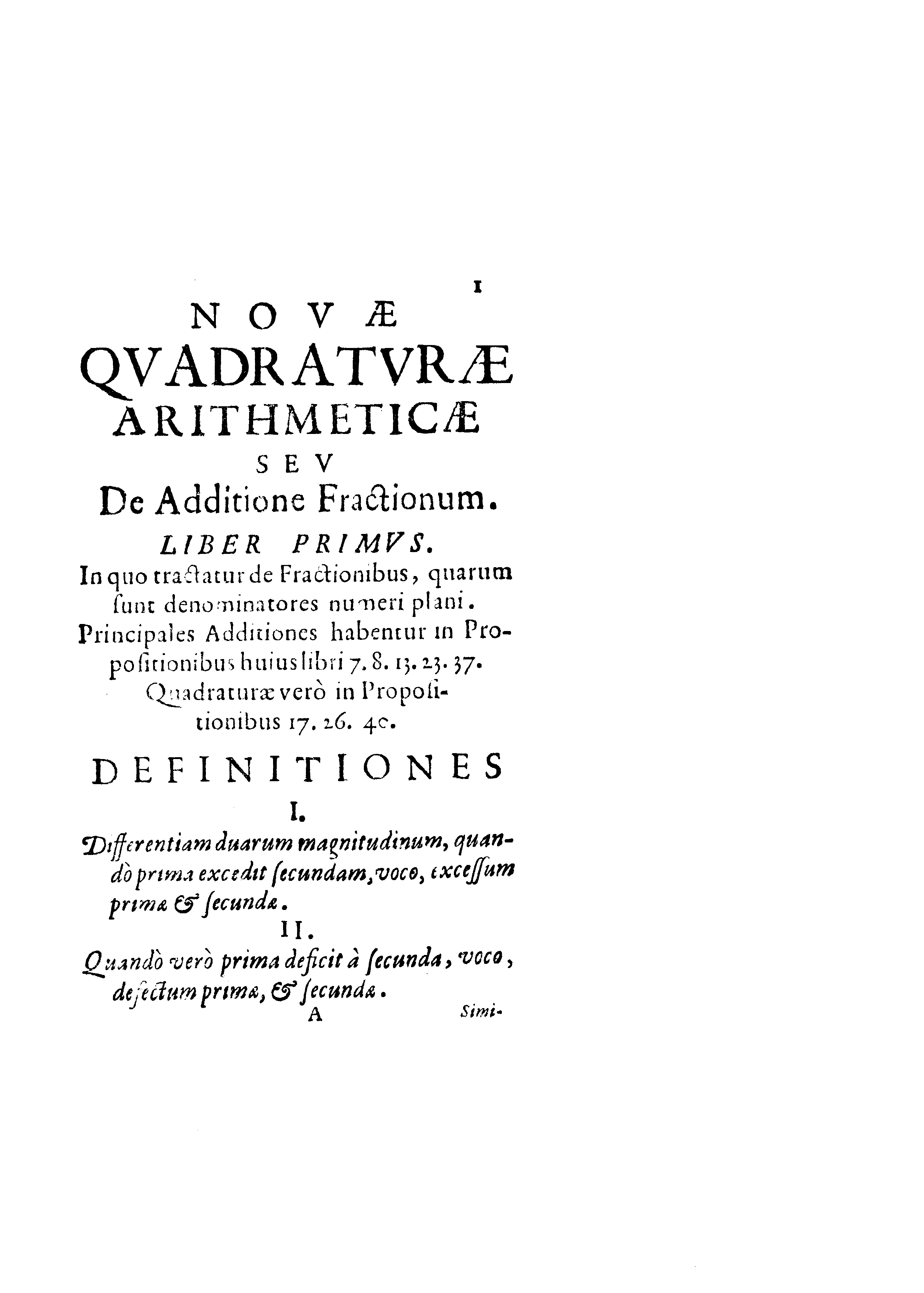
Novae quadraturae arithmeticae, 1650

- Novae quadraturae arithmeticae, seu de additione fractionum, Bologna, 1650.

- Geometriae speciosae elementa, Bologna, 1659 (auch hier verfügbar).
- Speculationi di Musica, Bologna, 1670.
- Arithmeticae rationalis elementa quator,   Bologna, 1674.
- Arithmetica realis, serenissimo et reverendissimo principi Leopoldo ab Etrvria cardinali Medices dicata a Petro Mengolo,  Bologna, 1675.